# Рудник Брейра
Рудник Брейра (Breira) — колишнє гірничодобувне підприємство на півночі Алжиру.
Права на розробку покладів заліза в районі Брейра отримала бельгійська компанія Société des Mines de Fer de Rouina, яка з 1907-го вела видобуток з іншого алжирського родовища Руіна.
Видобуток руди, що вирізнялась високою якістю, первісно провадили відкритим способом, а з 1923-го перешли до підземних робіт. Особливістю проекту стала система вивозу руди, яку спершу її доправляли до узбережжя по канатній дорозі завдовжки 9 км, яка завершувалась на прибережному острівці (скелі) Сіді-Джелалі. Глибини блія останньої дозволяли близько підходити суднам, тому обійшлись без зведення портових споруд, натомість облаштували систему із завантажувальною стрілою, нависання якої над морем складало від 17 до 35 метрів. Проєктна пропускна здатність пристрою складала 500 тонн на годину, проте фактично вдалось досягнути показника у 600—650 тонн. Електричне освітлення дозволяло вести операції і вночі (саме в цей період доби море зазвичай бувало більш спокійне).
Першим роком роботи рудника Брейра став 1911-й, коли тут видобули 43 тисячі тонн руди. Наступного року отримали вже 43 тисяч тонн, а в 2013-му виробнцитво досягнуло пікового рівня у 108 тисяч тонн. У 1914, 1915 та 1916 роках на Брейрі вилучили 98, 60 та 49 тисяч тонн відповідно. Втім, мобілізація французьких працівників після початку Першої світової війни мала сильний негативний вплив на більшість алжирських копалень, так що деякі навіть були вимушені зупинитись. Негативний вплив війни відчувався до її завершення, при цьому до проблем з браком робітників додалась криза морських перевезень через атаки підводних човнів на судноплавство.
У 1919-му видобули 45 тисяч тонн. В 1921-му вийшли на рівень у 56 тисяч тонн, а з 1922-го рудник на додачу до Брейри почав розробку розташованого поряд родовища Бені-Акіль, що дозволило того ж року видобути 87 тисяч тонн, а наступного 88 тисяч тонн руди. Наступні виробничі показники дорівнювали 71 (1924), 62 (1925), 65 (1926), 72 (1927) та 60 (1928) тисяч тонн.
У 1929-му, незважаючи на початок світової економічної кризи, видобуток склав 67 тисяч тонн. Втім, криза поглиблювалась і в 1930-му з Брейри вилучили лише 46 тисяч тонн, а в 1932-му рудник практично не працював (так само, як і інший рудник компанії у Руіні).
У 1935-му брюссельский суд постановив ліквідувати Société des Mines de Fer de Rouina, після чого в 1938-му унаслідок складної схеми обміну облігаці та акцій контроль над її активами отримала колишня дочірня структура Société des mines de fer de Miliana, яка вела роботи на сході Алжиру на руднику Ель-Халія в районі Філіпвіля (наразі Скікда).
В якийсь момент роботу копальні відновили. Зокрема, у звіті Société des mines de fer de Miliana за 1953 рік згадується про розвідку покладів сидеріту та спорудження печі кальцинації великої потужності. В першому півріччі 1956-го та першому півріччі 1957-го Société des mines de fer de Miliana відзвітувалась про видобуток 78 та 91 тисяч тонн залізної руди відповідно, втім, варто враховувати, що це був сукупний показник рудників у Руіні, Брейрі та Філіпвілі.
У 1958—1960 роках система завантаження рудника викристовувалась для постачання продовольства та амуніції для французького загону, що охороняв рудник на тлі війни алжирців за незалежність (гарнізон складала 6-та рота 2-го батальону 22-го піхотного полку). Такий метод був безпечнішим аніж, проведення конвої постачання по дорогах.
У 1960-му рудник у Брейрі припинив роботу.